# TV Espelkamp-Mittwald
Koordinaten: 52° 22′ 53,3″ N, 8° 37′ 40,1″ O
Der TV Espelkamp-Mittwald ist ein Tennisverein aus Espelkamp in Ostwestfalen.

## Geschichte
Der Tennisverein Espelkamp-Mittwald wurde am 13. April 1956 gegründet. Wilhelm Harting, Gründer der Harting Technologiegruppe, pachtete damals ein ungenutztes Gelände in Espelkamp, um dort eine Tennisanlage zu errichten. Harting wurde erster Vorsitzender des jungen Vereins, starb jedoch überraschend im Jahr 1962. Nachfolgerin wurde seine Frau Maria, die dieses Amt elf Jahre lang ausübte. Sie wurde durch ihren Sohn Jürgen abgelöst, dessen Amtszeit noch im selben Jahr durch einen tragischen Unfall beendet wurde. Auf ihn folgten verschiedene Vorsitzende, die jedoch nicht mehr aus der Familie Harting kamen. Derzeitiger Amtsträger ist Hadi Haschemi.
Im Jahr 1997 wurde ein Förderprogramm auf den Weg gebracht, das dafür sorgte, dass Espelkamp ab 1998 erstmals ausländische Spieler verpflichten konnte. Damit einher ging der sportliche Aufstieg des Herrenteams, das 1999 in die Verbandsliga aufstieg. Im Jahr 2000 eröffnete ein Tennis- und Badmintoncenter, zwei Jahre später wurde mit der Renovierung der Anlage begonnen. Anfang der 2000er-Jahre erfuhr auch die Damenmannschaft einen sportlichen Aufschwung. Die Herren schafften im Jahr 2003 ihren bis dato größten sportlichen Erfolg und stiegen in die 2. Bundesliga auf. In der Saison 2004 wurde Espelkamp überraschend Zweiter, verzichtete aus finanziellen Gründen jedoch auf den Aufstieg.
Im Jahr 2008 belegte die Herrenmannschaft am Ende der Saison den ersten Platz in der 2. Bundesliga Nord und stieg damit in die Bundesliga auf. Die Spielzeit 2009 beendete das Team jedoch mit nur einem Sieg auf dem letzten Tabellenrang, weshalb es seit dem Jahr 2010 wieder in der inzwischen eingleisigen 2. Liga vertreten ist.
2013 wurden acht Herren-, zwei Damen- und acht Jugendmannschaften gemeldet. Seit der 2005 begonnenen Erweiterung umfasst die Anlage acht Freiplätze mit Sandbelag. Die Mitgliederzahl 2013 lag bei circa 250 bis 285 Personen. In den letzten Jahren ist sie damit leicht zurückgegangen.

## 1. Vorsitzende
| Zeitspanne | Name            |           | Zeitspanne        | Name |
| 1956–1962  | Wilhelm Harting | 1987      | Jochen Heuft      |      |
| 1962–1973  | Maria Harting   | 1988–1990 | Paul Gauselmann   |      |
| 1973       | Jürgen Harting  | 1990–1999 | Jochen Heuft      |      |
| 1974–1982  | Rudi Sannwaldt  | 2000–2010 | Manfred Langhorst |      |
| 1982–1987  | Ferdinand Götz  | 2010–     | Hadi Haschemi     |      |

## Platzierungen seit 2004
| Jahr | Liga               | Platz | Punkte | Matches | Sätze  | Spiele  | Bemerkung |      | Jahr          | Liga | Platz | Punkte | Matches | Sätze   | Spiele   | Bemerkung |
| 2004 | 2. Bundesliga Nord | 2.    | 7:1    | 47:25   | 101:65 | 834:742 | Verbleib  | 2009 | 1. Bundesliga | 10.  | 4:14  | 19:35  | 50:78   | 491:579 | Abstieg  |           |
| 2005 | 2. Bundesliga Nord | 4.    | 4:4    | 41:31   | 95:72  | 841:738 | Verbleib  | 2010 | 2. Bundesliga | 4.   | 12:6  | 52:29  | 115:71  | 834:672 | Verbleib |           |
| 2006 | 2. Bundesliga Nord | 3.    | 8:8    | 38:34   | 84:77  | 781:743 | Verbleib  | 2011 | 2. Bundesliga | 4.   | 10:8  | 40:41  | 91:93   | 734:758 | Verbleib |           |
| 2007 | 2. Bundesliga Nord | 4.    | 10:6   | 40:32   | 90:78  | 825:814 | Verbleib  | 2012 | 2. Bundesliga | 5.   | 4:8   | 26:28  | 56:69   | 469:538 | Verbleib |           |
| 2008 | 2. Bundesliga Nord | 1.    | 16:0   | 52:20   | 112:56 | 867:676 | Aufstieg  | 2013 | 2. Bundesliga | 5.   | 10:6  | 38:34  | 89:80   | 705:695 | Verbleib |           |